# Mariana Nolasco
Mariana Nolasco (Campinas, 9 de fevereiro de 1998) é uma cantora, compositora e atriz brasileira.
Com mais de uma década de carreira, a artista coleciona mais de 11 milhões de seguidores nas redes sociais, mais de 450 milhões de visualizações em seu canal do YouTube, 1,7 milhões de ouvintes mensais no Spotify, além de apresentações em festivais como o Rock in Rio e João Rock. Já colaborou com grandes nomes da música brasileira, como Rael, Roberta Campos, Dani Black e Vitor Kley, além da banda americana Boyce Avenue.

## Biografia e carreira
Mariana começou sua carreira aos 13 anos de idade, cantando músicas em versões acústicas (voz e violão) em seu quarto na cidade de Mogi Guaçu. Mariana se tornou conhecida cantando versões de músicas em seu canal no Youtube. Anos depois foi nomeada pela própria plataforma umas das "top 70" da América Latina, sendo a percursora dos canais musicais brasileiros no Youtube, assumindo então o pódio do maior canal musical no nicho "versões" da América Latina.
Em maio de 2014, gravou um anúncio de TV para o Governo Federal divulgando o Enem, ao lado do cantor Mumuzinho.
Após lançar seu primeiro clipe autoral "Poemas Que Colori", Mariana considerou o início de uma nova fase musical, deixando para a representarem um exército de milhões de canais que tomaram como referência seu caminho de grande sucesso.
Em 2016, Mariana assinou contrato pontual para um EP com a gravadora Biscoito Fino com o repertório incluindo músicas tais como "All Star" de Nando Reis, "Reza" de Rita Lee e "Stay with Me" de Sam Smith, mas logo seguiu sua carreira independente com seu selo MPN Produções.
Além disso, Mariana participou do seriado Dois Irmãos, dirigido por Luiz Fernando Carvalho, que foi lançado na TV Globo e do filme Ana e Vitoria do duo Anavitoria, lançado no ano de 2018 . 
No ano de 2017, Mariana anunciou o lançamento de seu primeiro CD Mariana Nolasco, que foi proporcionado 100% por financiamento coletivo de seus milhares de fãs, e fez sua primeira turnê nacional (10 estados) com todas as sessões esgotadas. Ainda em 2017, foi indicada no Prêmio Multishow de Música Brasileira ("Melhor Cover da Web", com “Paradinha” de Anitta) e Meus Premios Nick na categoria "Melhor Canal Musical".
Em 2018, grava com o grupo americano Boyce Avenue uma cover de "What Lovers Do", onde foi elogiada pela banda Maroon 5, autora do hit.
Em março de 2018, lançou a música autoral "Sons de Amor", ao lado do rapper Rael. No mesmo ano, sai seu primeiro álbum, homônimo.
No final de 2018, foi a única brasileira convidada para regravar no histórico Capitol Studios, em Los Angeles, nos Estados Unidos, a música "We Are The World", com mais de 30 cantores de todas as partes do mundo.
Em setembro de 2019, se apresenta no Festival Teen, em São Paulo, ao lado de Iza, João Guilherme, Dani Russo, Jão e Sofia Oliveira.
Em março de 2020, participa do single "Ser amado", de Dani Black.
Em agosto de 2020, disponibiliza versão 2.0 de "Transforma(dor)" nas plataformas digitais.
Em 2021, lança o EP Um Só, que fala sobre os sentimentos durante a quarentena e, principalmente, o término de um relacionamento.
Em julho de 2022, participa da canção “Teu Sim, Mas Não”, do cantor e produtor Zeeba.
Em maio de 2023, lança o inédito single "Lá de Onde Eu Vim", que abre os trabalhos de seu novo álbum. No mesmo mês, participa do clipe do single "Baião Nascimento", do cantor e compositor Vitão.
Em 20 de julho de 2023, lança a música "Chá de camomila", junto com o videoclipe, em todas as plataformas digitais.
Em setembro de 2023, lançou o seu quinto álbum, intitulado de Quem É Ela?.

## Discografia

### Álbuns de estúdio e EPs
| Ano  | Título                   |
| ---- | ------------------------ |
| 2016 | Mariana Nolasco (EP)     |
| 2018 | Mariana Nolasco          |
| 2019 | Mariana Nolasco Sessions |
| 2020 | Um só                    |
| 2023 | Quem É Ela?              |

### Singles
| Ano  | Título                             |
| ---- | ---------------------------------- |
| 2016 | Luzes de Dezembro                  |
| 2017 | Poemas Que Colori                  |
| 2017 | Que Seja pra Ficar                 |
| 2018 | Me Sinto Eu (com/ Pedro Pascual)   |
| 2018 | Sons de Amor (com/ Rael da Rima)   |
| 2018 | Só Hoje (com/ Jota Quest)          |
| 2018 | What Lovers Do (com/ Boyce Avenue) |

## Filmografia
| Ano                   | Título       |
| --------------------- | ------------ |
| Dois Irmãos           | Atriz        |
| Ana e Vitoria (filme) | Participação |

## Prêmios e indicações
| Ano  | Prêmio                                | Indicação                                   | Resultado | ref    |
| ---- | ------------------------------------- | ------------------------------------------- | --------- | ------ |
| 2016 | Capricho Awards                       | Melhor Canal de Covers                      | Indicado  |        |
| 2017 | Prêmio Multishow de Música Brasileira | Melhor Cover da Web                         | Indicado  |        |
| 2017 | Meus Prêmios Nick 2017                | Meus Prêmios Nick de Canal Musical Favorito | Venceu    | [ 10 ] |

## Vida pessoal
Namorou o músico Pedro Pascual, com quem fez alguns trabalhos.

Em junho de 2023, anuncia sua bissexualidade em sua conta no Twitter.